# Where Were You When I Needed You
A Where Were You When I Needed You a The Grass Roots első nagylemeze, 1966-ban jelent meg a Dunhill Records gondozásában. 1994-ben CD-n is kiadták, az új kiadás hat bónuszdalt is tartalmazott.

## Az album dalai
Ha külön nincs jelölve, a dalokat P.F. Sloan és Steve Barri szerezték. 
1. "Only When You're Lonely" – 3:09
2. "Look Out Girl" - 2:16
3. "Ain't That Lovin' You, Baby" (Jimmy Reed) - 2:48
4. "I've Got No More to Say" - 2:47
5. "I Am a Rock" (Paul Simon) - 3:01
6. "Lollipop Train (You Never Had It So Good)" - 3:09
7. "Where Were You When I Needed You" - 3:01
8. "You Didn't Have to Be So Nice" (John Sebastian, Steve Boone) - 2:19
9. "Tell Me" (Mick Jagger, Keith Richards) - 3:24
10. "You Baby" - 2:20
11. "This Is What I Was Made For" - 2:22
12. "Mr. Jones (Ballad of a Thin Man)" (Bob Dylan) - 2:54

## Közreműködött
- P.F. Sloan – ének és háttérvokál, gitárok
- Steve Barri – háttérvokál, ütőhangszerek
- Willie Fulton – ének
- Joel Larson – dob
- Bones Howe – dob
- Larry Knechtel – billentyűs hangszerek[1]